# Diplectrona clarella
Diplectrona clarella är en nattsländeart som beskrevs av Georg Ulmer 1932. Diplectrona clarella ingår i släktet Diplectrona och familjen ryssjenattsländor. Inga underarter finns listade i Catalogue of Life.